# Spanische Baseballnationalmannschaft
Die spanische Baseballnationalmannschaft (span. Selección Española de Béisbol) ist eine Auswahl spanischer Spieler in der Sportart Baseball (span. Béisbol). Sie repräsentiert die Real Federación Española de Béisbol y Sófbol (RFEBS, Königlich-spanischer Baseball- und Softballverband) auf internationaler Ebene, zum Beispiel beim World Baseball Classic, Weltmeisterschaften oder Europameisterschaften.

## Geschichte
Die spanische Nationalmannschaft feierte ihr Debüt bei der Baseball-Europameisterschaft 1954 in Antwerpen. Nach einem 10:4-Sieg gegen Deutschland sowie einer 4:7-Finalniederlage gegen Italien belegte die Auswahl den zweiten Platz. Ein Jahr später gewannen die Iberer ihren bislang einzigen Titel, bei der EM im eigenen Land holte das Team die Goldmedaille. Damit konnten die Spanier neben Belgien als einzige die Vormachtstellung der zwei dominierenden Nationen des europäischen Baseball brechen, die Niederlande und Italien. Seither hat das Team eine Silbermedaille und 14 Bronzemedaillen bei kontinentalen Turnieren erreicht. Für Weltmeisterschaften konnten sich die Iberer fünf Mal qualifizieren, 1988, 1998, 2005, 2007 und 2009, die besten Resultate waren zwei 12. Plätze 1988 und 2009. Am Intercontinental Cup nahm die  Mannschaft vier Mal teil, 1991, 1993, 1995 und 1997, als bestes Resultat stehen zwei achte Plätze 1991 und 1997 zu Buche.
Bei den Olympischen Spielen 1992 in Barcelona trat das Team als Gastgeber an und belegte den achten und letzten Platz, konnte jedoch im abschließenden siebten Spiel einen überraschenden 7:6-Sieg gegen Puerto Rico feiern.
Einer der größten Erfolge der spanischen Nationalmannschaft war die Qualifikation und Teilnahme am World Baseball Classic, dem bedeutendsten internationalen Turnier für Nationalmannschaften, im Jahr 2013. Dort schied das Team nach drei Niederlagen gegen Venezuela, Puerto Rico und dem späteren Turniersieger Dominikanische Republik in der Vorrunde aus und belegte schlussendlich den 15. Platz. Die Mannschaft war nicht nur wegen der erstmaligen Teilnahme am Turnier im Blickpunkt der spanischen Medien, sondern auch aufgrund der Tatsache, dass mit Eric González nur einer der 28 Spieler tatsächlich in Spanien geboren wurde. Elf Mitglieder des Aufgebots der Iberer stammten aus Venezuela, sieben aus Kuba, sechs aus den Vereinigten Staaten und drei aus der Dominikanischen Republik. 15 Spieler waren spanische Staatsbürger, die Restlichen waren als Kinder oder Enkeln von Spaniern laut den Turnierregularien ebenfalls startberechtigt.

## Resultate
| Jahr      | Resultat           |
| --------- | ------------------ |
| 2006–2009 | nicht qualifiziert |
| 2013      | 15. Platz          |

| Jahr      | Resultat           |
| --------- | ------------------ |
| 1992      | 8. Platz           |
| 1996–2008 | nicht qualifiziert |

| Jahr      | Resultat           |
| --------- | ------------------ |
| 1938–1986 | nicht qualifiziert |
| 1988      | 12. Platz          |
| 1990–1994 | nicht qualifiziert |
| 1998      | 14. Platz          |
| 2001–2003 | nicht qualifiziert |
| 2005      | 14. Platz          |
| 2007      | 13. Platz          |
| 2009      | 12. Platz          |
| 2011      | nicht qualifiziert |

| Jahr      | Resultat           |
| --------- | ------------------ |
| 1973–1989 | nicht qualifiziert |
| 1991      | 8. Platz           |
| 1993      | 11. Platz          |
| 1995      | 9. Platz           |
| 1997      | 8. Platz           |
| 1999–2010 | nicht qualifiziert |

Baseball-Europameisterschaft
| Jahr | Resultat      |
| ---- | ------------- |
| 1954 | 2. Platz      |
| 1955 | Europameister |
| 1956 | 4. Platz      |
| 1957 | 4. Platz      |
| 1958 | 5. Platz      |
| 1960 | 3. Platz      |
| 1962 | 3. Platz      |
| 1964 | 3. Platz      |
| 1965 | 4. Platz      |
| 1967 | 4. Platz      |

| Jahr      | Resultat         |
| --------- | ---------------- |
| 1969      | 3. Platz         |
| 1971      | 6. Platz         |
| 1973      | 3. Platz         |
| 1975      | 4. Platz         |
| 1977      | 4. Platz         |
| 1979–1981 | nicht angetreten |
| 1983      | 4. Platz         |
| 1985      | 5. Platz         |
| 1987      | 3. Platz         |
| 1989      | 3. Platz         |

| Jahr | Resultat |
| ---- | -------- |
| 1991 | 3. Platz |
| 1993 | 5. Platz |
| 1995 | 4. Platz |
| 1997 | 3. Platz |
| 1999 | 5. Platz |
| 2001 | 6. Platz |
| 2003 | 3. Platz |
| 2005 | 3. Platz |
| 2007 | 3. Platz |
| 2010 | 9. Platz |

| Jahr | Resultat |
| ---- | -------- |
| 2012 | 3. Platz |
| 2014 | 3. Platz |
| 2016 | 2. Platz |
| 2019 | 3. Platz |